# Зарічний Микола Миколайович
Мико́ла Микола́йович Зарі́чний — підполковник Збройних сил України, заступник командира загону спецпризначення.

## Нагороди
19 липня 2014 року — за особисту мужність і героїзм, виявлені у захисті державного суверенітету та територіальної цілісності України, вірність військовій присязі під час російсько-української війни, відзначений — нагороджений орденом Богдана Хмельницького III ступеня.